# Sazilly
Sazilly est une commune française du département d'Indre-et-Loire, dans la région Centre-Val de Loire.

## Géographie
Sazilly se situe à l'ouest de Tavant au Nord de Lémeré, à l'Est de Anché et au Sud de Cravant les Coteaux.
| Cravant-les-Coteaux La Vienne | La Vienne | Panzoult La Vienne |
| Anché                         | Sazilly   | Tavant             |
|                               | Lémeré    |                    |

### Hydrographie

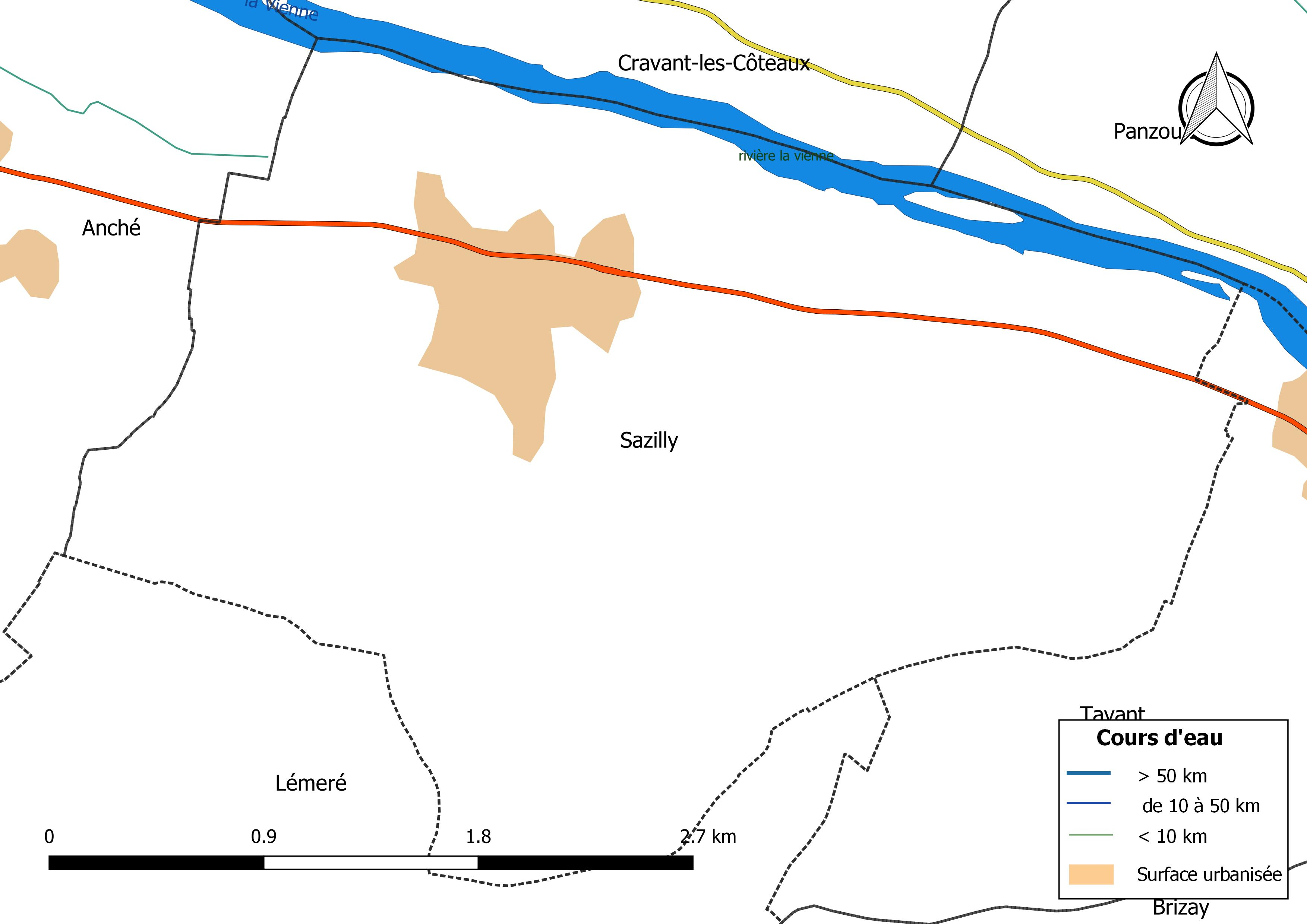
Réseau hydrographique de Sazilly.

La commune est bordée sur son flanc nord par la Vienne (1,965 km). Le réseau hydrographique communal présente une longueur totale de 2,89 km,.
La Vienne, d'une longueur totale de 363,3 km, prend sa source sur le plateau de Millevaches, dans la Creuse, à une altitude comprise entre 860 et 895 m et se jette dans la Loire à Candes-Saint-Martin, à 30 m d'altitude, après avoir traversé 96 communes. La station de Nouâtre permet de caractériser les paramètres hydrométriques de la Vienne. Le débit mensuel moyen (calculé sur 61 ans pour cette station) varie de 60 m3/s au mois d'août à 355 m3/s au mois de février. Le débit instantané maximal observé sur cette station est de 2 480 m3/s le 1er janvier 1962, la hauteur maximale relevée a été de 8,61 m le 8 janvier 1962,. Sur le plan piscicole, la Vienne est classée en deuxième catégorie piscicole. Le groupe biologique dominant est constitué essentiellement de poissons blancs (cyprinidés) et de carnassiers (brochet, sandre et perche).
Deux zones humides ont été répertoriées sur la commune par la direction départementale des territoires (DDT) et le Conseil départemental d'Indre-et-Loire : « la prairie de Baigneux » et « La Tranchée »,.

### Climat
Pour des articles plus généraux, voir Climat du Centre-Val de Loire et Climat d'Indre-et-Loire.
En 2010, le climat de la commune est de type climat océanique altéré, selon une étude du CNRS s'appuyant sur une série de données couvrant la période 1971-2000. En 2020, Météo-France publie une typologie des climats de la France métropolitaine dans laquelle la commune est toujours exposée à un climat océanique altéré et est dans la région climatique Moyenne vallée de la Loire, caractérisée par une bonne insolation (1 850 h/an) et un été peu pluvieux.
Pour la période 1971-2000, la température annuelle moyenne est de 11,5 °C, avec une amplitude thermique annuelle de 14,8 °C. Le cumul annuel moyen de précipitations est de 683 mm, avec 10,7 jours de précipitations en janvier et 6,2 jours en juillet. Pour la période 1991-2020, la température moyenne annuelle observée sur la station météorologique de Météo-France la plus proche, sur la commune de Ligré à 6 km à vol d'oiseau, est de 12,5 °C et le cumul annuel moyen de précipitations est de 653,1 mm,. Pour l'avenir, les paramètres climatiques de la commune estimés pour 2050 selon différents scénarios d'émission de gaz à effet de serre sont consultables sur un site dédié publié par Météo-France en novembre 2022.

## Urbanisme

### Typologie
Au 1er janvier 2024, Sazilly est catégorisée commune rurale à habitat dispersé, selon la nouvelle grille communale de densité à sept niveaux définie par l'Insee en 2022.
Elle est située hors unité urbaine. Par ailleurs la commune fait partie de l'aire d'attraction de Chinon, dont elle est une commune de la couronne,. Cette aire, qui regroupe 20 communes, est catégorisée dans les aires de moins de 50 000 habitants,.

### Occupation des sols
L'occupation des sols de la commune, telle qu'elle ressort de la base de données européenne d’occupation biophysique des sols Corine Land Cover (CLC), est marquée par l'importance des territoires agricoles (86,7 % en 2018), une proportion identique à celle de 1990 (86,7 %). La répartition détaillée en 2018 est la suivante :
terres arables (59,6 %), prairies (14,2 %), cultures permanentes (7,7 %), zones urbanisées (5,6 %), zones agricoles hétérogènes (5,2 %), forêts (4,3 %), eaux continentales (3,4 %). L'évolution de l’occupation des sols de la commune et de ses infrastructures peut être observée sur les différentes représentations cartographiques du territoire : la carte de Cassini (XVIIIe siècle), la carte d'état-major (1820-1866) et les cartes ou photos aériennes de l'IGN pour la période actuelle (1950 à aujourd'hui).

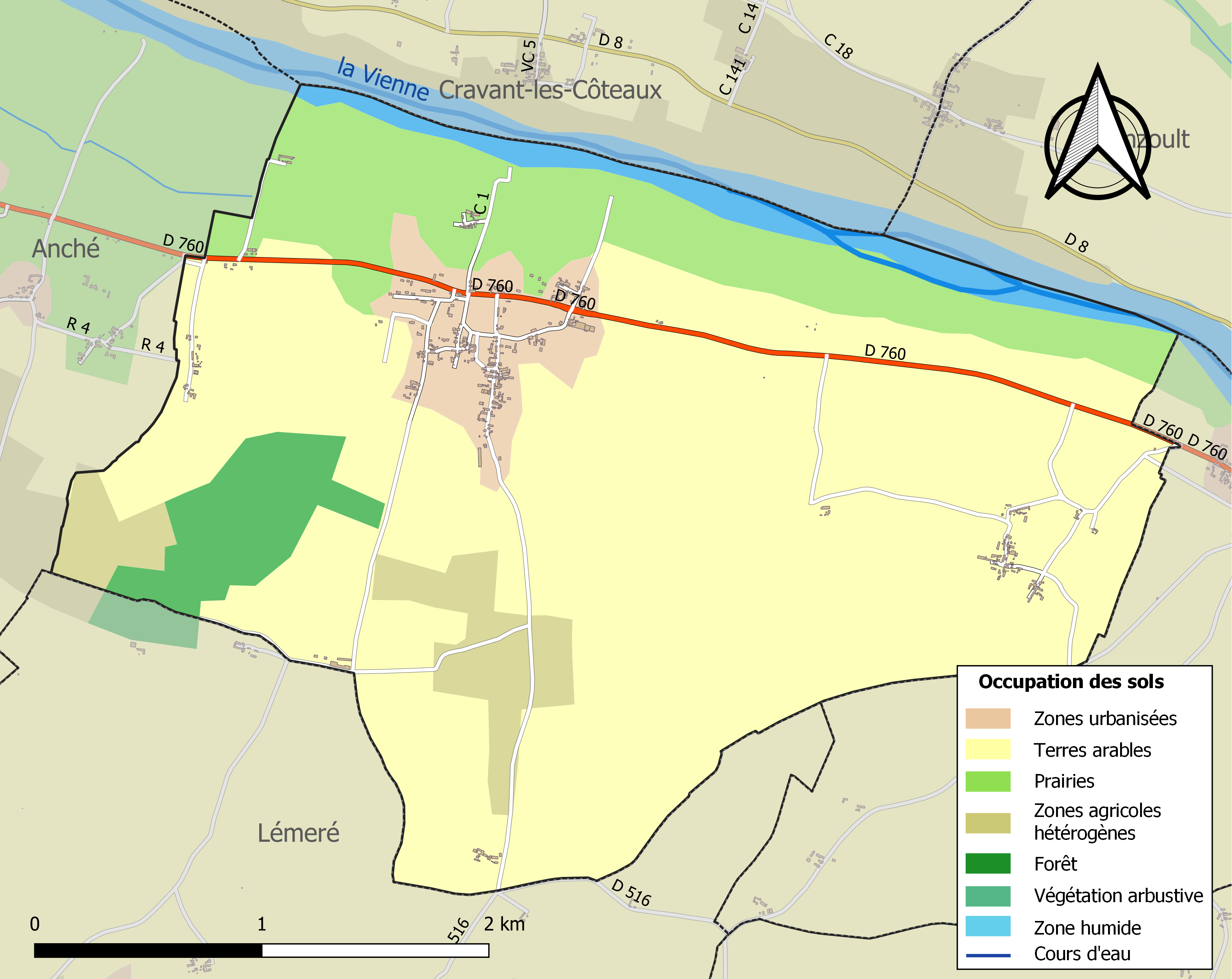
Carte des infrastructures et de l'occupation des sols de la commune en 2018 (CLC).

### Risques majeurs
Le territoire de la commune de Sazilly est vulnérable à différents aléas naturels : météorologiques (tempête, orage, neige, grand froid, canicule ou sécheresse), inondations et séisme (sismicité faible). Il est également exposé à un risque technologique, le risque nucléaire. Un site publié par le BRGM permet d'évaluer simplement et rapidement les risques d'un bien localisé soit par son adresse soit par le numéro de sa parcelle.

#### Risques naturels
Certaines parties du territoire communal sont susceptibles d’être affectées par le risque d’inondation par débordement de cours d'eau, notamment la Vienne. La commune a été reconnue en état de catastrophe naturelle au titre des dommages causés par les inondations et coulées de boue survenues en 1982, 1993, 1999 et 2013,.

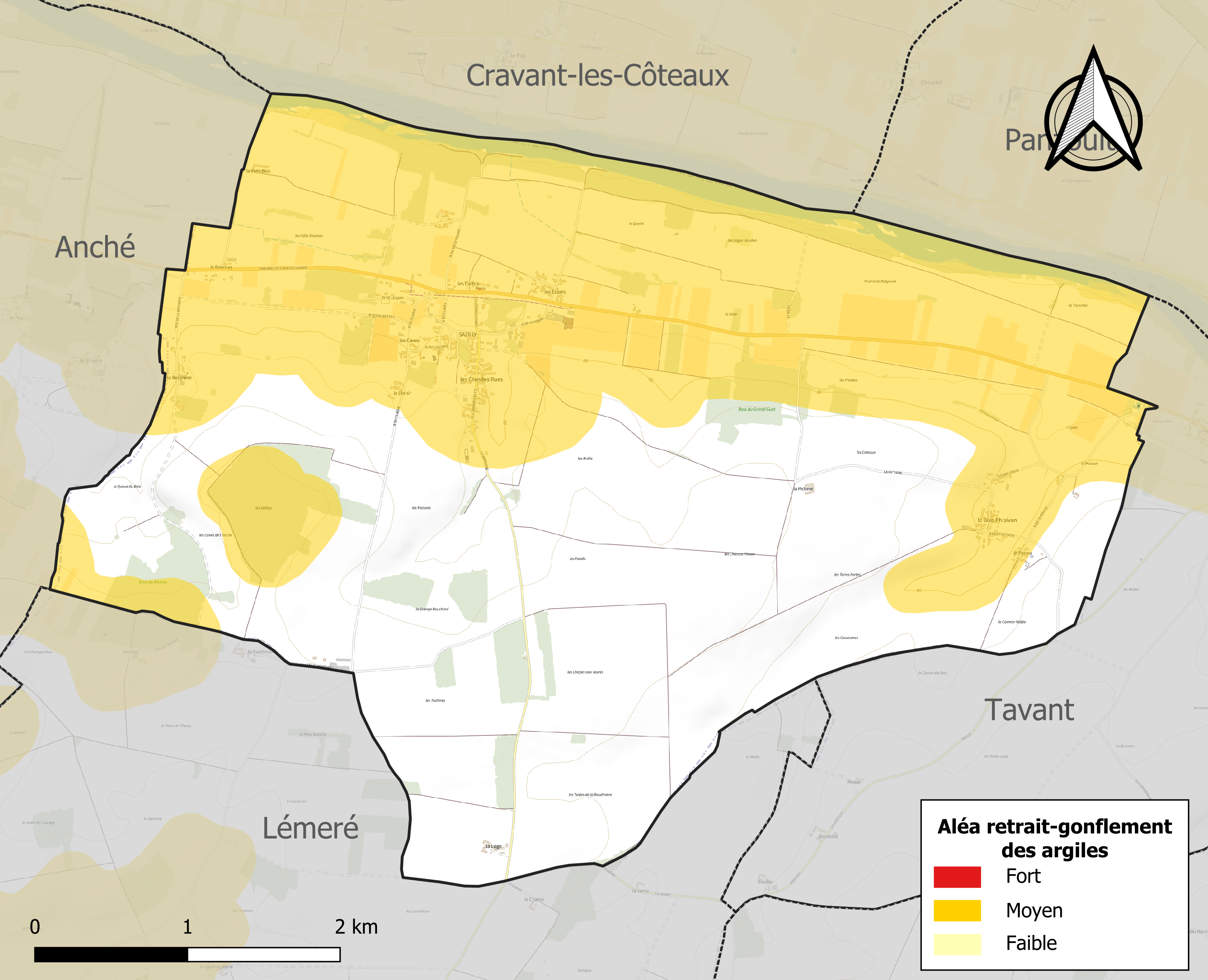
Carte des zones d'aléa retrait-gonflement des sols argileux de Sazilly.

Le retrait-gonflement des sols argileux est susceptible d'engendrer des dommages importants aux bâtiments en cas d’alternance de périodes de sécheresse et de pluie. 51,4 % de la superficie communale est en aléa moyen ou fort (90,2 % au niveau départemental et 48,5 % au niveau national). Sur les 158 bâtiments dénombrés sur la commune en 2019, 150 sont en aléa moyen ou fort, soit 95 %, à comparer aux 91 % au niveau départemental et 54 % au niveau national. Une cartographie de l'exposition du territoire national au retrait gonflement des sols argileux est disponible sur le site du BRGM,.
Concernant les mouvements de terrains, la commune a été reconnue en état de catastrophe naturelle au titre des dommages causés par des mouvements de terrain en 1999.

#### Risques technologiques
En cas d’accident grave, certaines installations nucléaires sont susceptibles de rejeter dans l’atmosphère de l’iode radioactif. La commune étant située dans le périmètre immédiat de 5 km autour de la centrale nucléaire de Chinon, elle est exposée au risque nucléaire. À ce titre les habitants de la commune ont bénéficié, à titre préventif, d'une distribution de comprimés d’iode stable dont l’ingestion avant rejet radioactif permet de pallier les effets sur la thyroïde d’une exposition à de l’iode radioactif. En cas d'incident ou d'accident nucléaire, des consignes de confinement ou d'évacuation peuvent être données et les habitants peuvent être amenés à ingérer, sur ordre du préfet, les comprimés en leur possession.

## Histoire
(juillet 2015).
Si vous disposez d'ouvrages ou d'articles de référence ou si vous connaissez des sites web de qualité traitant du thème abordé ici, merci de compléter l'article en donnant les références utiles à sa vérifiabilité et en les liant à la section « Notes et références ».
Le nom de Sazilly apparaît pour la première fois au XIIe siècle, sous la forme de Saziliacum, du latin Saziliacus ou domaine de Sacilius. Le territoire de la commune fut occupé au Paléolithique et au Néolithique puis à l’époque gallo-romaine ainsi que le montrent les très nombreux fragments de tuiles trouvés dans le cimetière de l’église, près de laquelle passait l’ancienne voie allant de Dangé-Saint-Romain à Candes-Saint-Martin, via Marcilly-sur-Vienne. Cette occupation antique est peut-être liée à la présence, sur la commune voisine de Tavant, d'une nécropole. Une légende locale rapportée par des historiens tourangeaux évoque une origine sarrasine concernant les habitants de Sazilly, issus de survivants de la bataille de Poitiers (732).

## Politique et administration
| Période                                  | Période  | Identité       | Étiquette | Qualité |
| ---------------------------------------- | -------- | -------------- | --------- | ------- |
| 1975                                     | 2001     | Pierre Boyer   |           |         |
| 2001                                     | 2008     | Max Delaleu    |           |         |
| 2008                                     | 2014     | Anne Fagu      |           |         |
| 2014                                     | mai 2020 | Max Delaleu    |           |         |
| mai 2020                                 | En cours | Fabrice Merlot |           |         |
| Les données manquantes sont à compléter. |          |                |           |         |

## Démographie

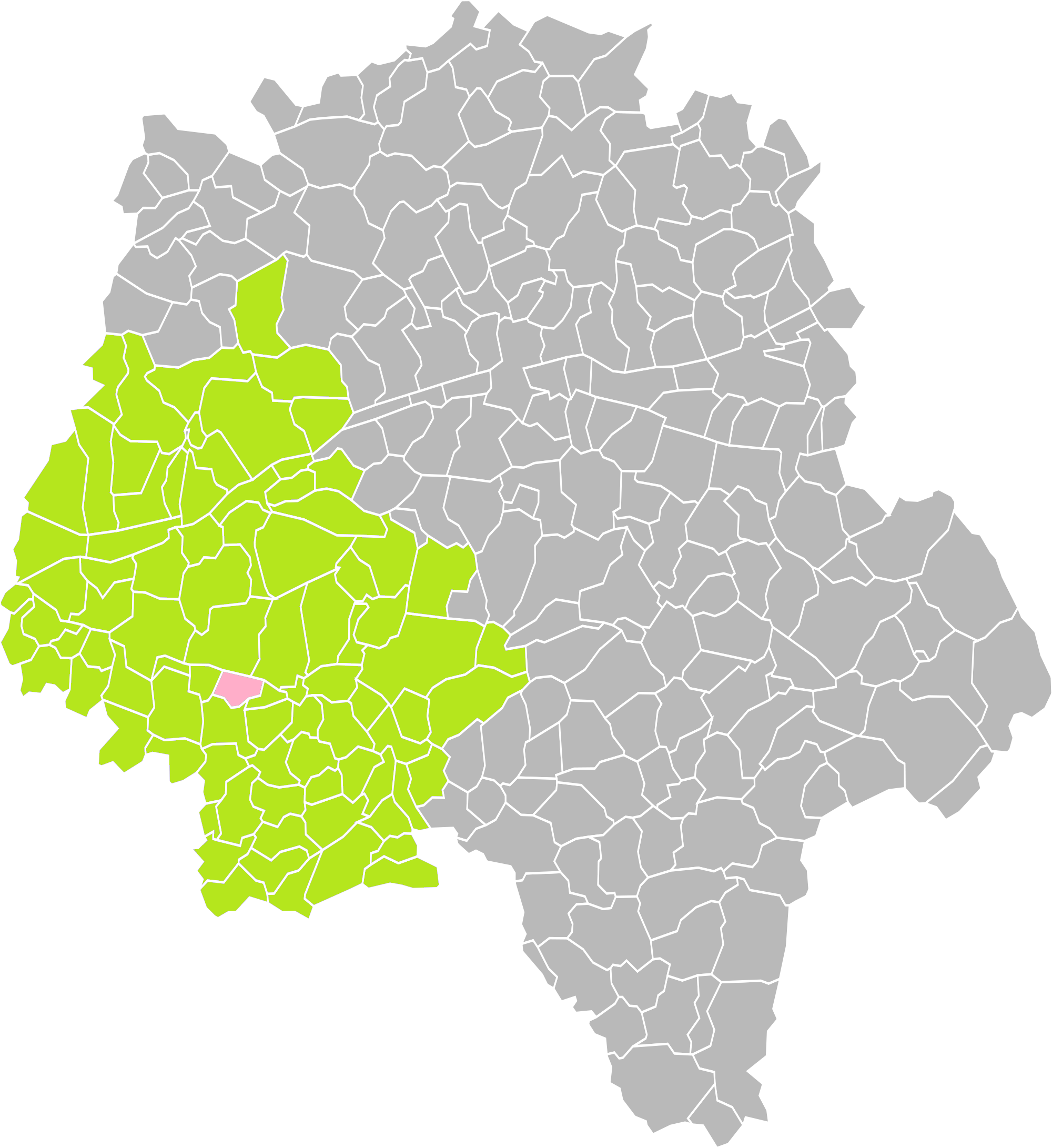
Carte Sazilly

L'évolution du nombre d'habitants est connue à travers les recensements de la population effectués dans la commune depuis 1793. Pour les communes de moins de 10 000 habitants, une enquête de recensement portant sur toute la population est réalisée tous les cinq ans, les populations de référence des années intermédiaires étant quant à elles estimées par interpolation ou extrapolation. Pour la commune, le premier recensement exhaustif entrant dans le cadre du nouveau dispositif a été réalisé en 2005.

En 2022, la commune comptait 269 habitants, en évolution de +12,55 % par rapport à 2016 (Indre-et-Loire : +1,67 %, France hors Mayotte : +2,11 %).
| 1793 | 1800 | 1806 | 1821 | 1831 | 1836 | 1841 | 1846 | 1851 |
| ---- | ---- | ---- | ---- | ---- | ---- | ---- | ---- | ---- |
| 422  | 303  | 359  | 371  | 359  | 376  | 383  | 373  | 366  |

| 1856 | 1861 | 1866 | 1872 | 1876 | 1881 | 1886 | 1891 | 1896 |
| ---- | ---- | ---- | ---- | ---- | ---- | ---- | ---- | ---- |
| 360  | 361  | 372  | 347  | 371  | 359  | 396  | 358  | 356  |

| 1901 | 1906 | 1911 | 1921 | 1926 | 1931 | 1936 | 1946 | 1954 |
| ---- | ---- | ---- | ---- | ---- | ---- | ---- | ---- | ---- |
| 333  | 341  | 352  | 311  | 302  | 314  | 319  | 302  | 286  |

| 1962 | 1968 | 1975 | 1982 | 1990 | 1999 | 2005 | 2006 | 2010 |
| ---- | ---- | ---- | ---- | ---- | ---- | ---- | ---- | ---- |
| 271  | 256  | 230  | 236  | 234  | 231  | 241  | 246  | 254  |

| 2015 | 2020 | 2022 | - | - | - | - | - | - |
| ---- | ---- | ---- | - | - | - | - | - | - |
| 238  | 256  | 269  | - | - | - | - | - | - |

## Lieux et monuments
- Église Saint-Hilaire.

Inscrite à l'inventaire des monuments historiques en 1926. On peut y admirer un superbe cyprès centenaire. L'église a été érigée à la fin du XIIe siècle, à l'emplacement d'un édifice gallo-romain, elle appartenait à l'origine à l'abbaye de Marmoutier. Elle est construite en pierre de taille, et le toit est couvert de tuiles plates.
- Le château.

La majorité de l'édifice date des XVe et XVIe siècles, mais il est probable que sa fondation date d'une époque plus ancienne. Aujourd'hui, l'ensemble de ses fortifications a totalement disparu.